# Szczuplinki (Wenecja)
Szczuplinki – część wsi Wenecja w Polsce, położona w województwie warmińsko-mazurskim, w powiecie ostródzkim, w gminie Morąg.
W latach 1975–1998 Szczuplinki administracyjnie należały do województwa olsztyńskiego.
W roku 1973, jako niezamieszkany przysiółek, Szczuplinki należały do powiatu morąskiego, gmina Morąg, poczta Słonecznik.